# 市町村
市町村（日语：／ shi-chō-son）是日本對於市、町、村等「基礎自治體」的合稱，為日本第二級、以及最為中介性的地方行政區劃單位。根據日本《地方自治法》第2條第3項，其又概括稱為基礎型地方公共團體（／ kiso-deki chihō kōkyō dantai）。此外，設於都之下的特別區也屬同級的基礎自治體，全部合稱為「市區町村」（／ shi-ku-chō-son）。其上為「廣域型地方公共團體」，即都道府縣。
截至2018年（平成30年）10月1日福岡縣那珂川市成立為止，除去有主權爭議的北方領土，日本全國的市區町村數目列於下表。相對於平成大合併施行前的1999年（平成11年）3月31日，市町村的數量減少接近一半。

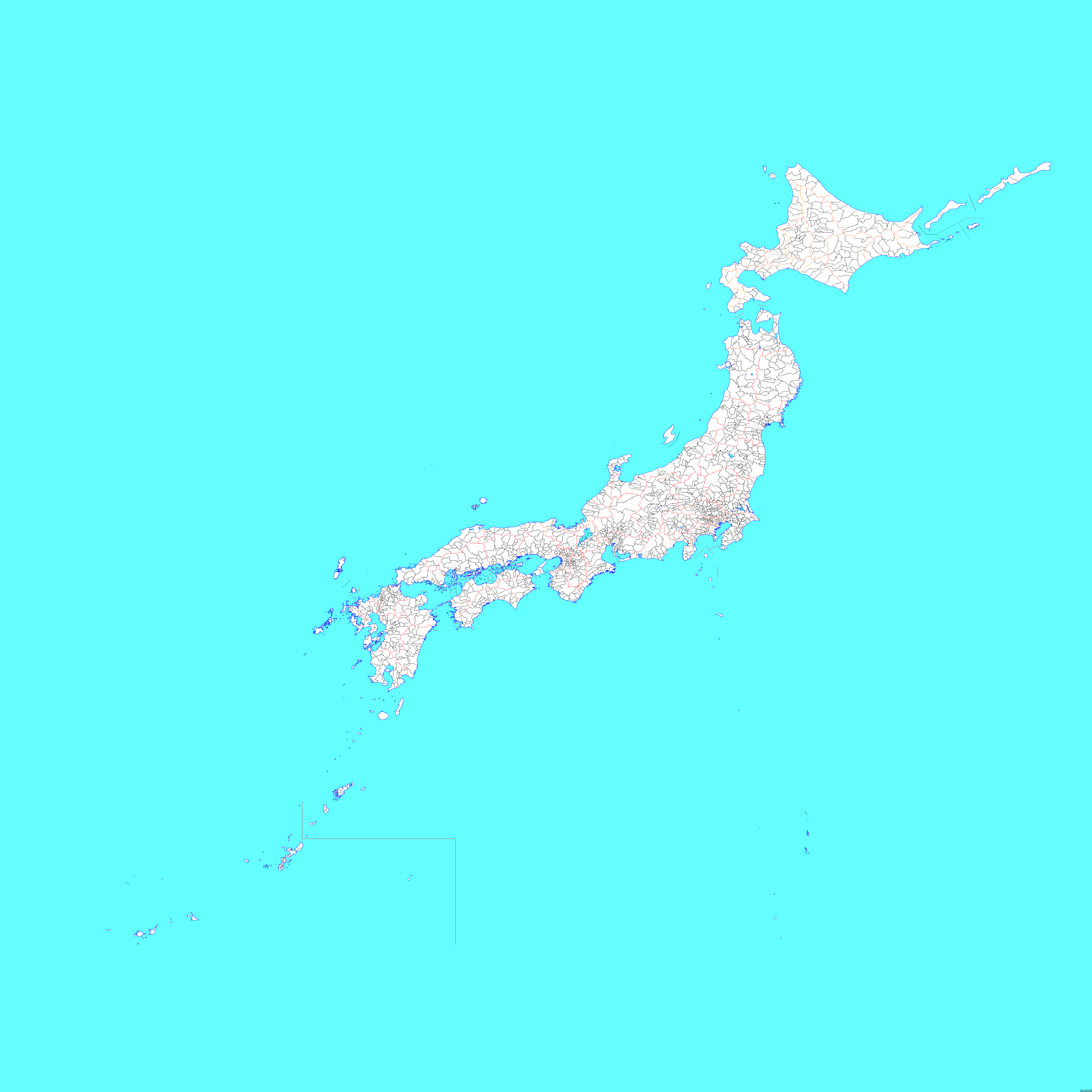
日本的市町村區劃分圖（包括争议领土）

| 基礎自治體 | 基礎自治體 | 基礎自治體 | 2018年10月1日 （最新市町村成立） | 1999年3月31日 （平成大合併施行前） |
| ---------- | ---------- | ---------- | -------------------------------- | ---------------------------------- |
|            |            | 市         | 792                              | 670                                |
| 町         | 743        | 1994       |                                  |                                    |
| 村         | 183        | 568        |                                  |                                    |
| 市町村計   | 市町村計   | 1718       | 3232                             |                                    |
| 特別區     | 特別區     | 23         | 23                               |                                    |
| 總計       | 總計       | 總計       | 1741                             | 3255                               |

## 歷史上的市町村
1888年（明治21年），日本國會成立之前，日本的地方政府為府縣制、郡市制和町村制，直到1911年（明治44年）市制和町村制分別以「法律第68號」和「法律第69號」分開制訂。直到二次大戰結束後，1947年（昭和22年）制定了新的地方自治法，過去的制度被廢止。

### 內地的市町村
- 樺太廳：市、町、村（町村另有一級和二級的分別）

### 外地的市町村
- 朝鮮：府、邑、面
- 台灣：市、街、庄（高砂族的部落另外設置由郡直轄的「蕃地」）
- 關東州（旅大）：市、會

## 現在的市町村
- 市：人口5萬以上，並且戶數的六成集中在市中心區域，或者是有六成的人口從事該市的產業，此外還需具有該都道府縣的條例中所規定的必須設施。2004年（平成16年）所制定市町村合併特別條例中，允許人口3萬人以上市制實施。
- 町：需具備在該都道府縣的條例中所規定的「町」的必備條件，
- 町村要改制為市，或村要改制為市，需送都道府縣知事，經都道府縣議會決議通過，並向總務大臣申報。
- 村：在法律上並沒有特別的必要條件規定。
- 地方自治法中，法律中對於市町村並沒有太大的差異。不過，其中的政令指定都市就有事務分配和行政區制度的特例。
- 町村可以不設置議會，而以直接民主方式的町村大會替代。但目前並沒有實際設置町村大會的例子（另有見解認為東京都八丈支廳宇津木村（日语：宇津木村）有設置）。2006年長野縣木曾郡王瀧村因多重債務問題曾提出此案，但被村議會否決。
- 市町村的轄區內亦有使用「～町」作為地名，但跟市町村的町法律地位不同，為與大字階級（比市町村低一級）相當的町丁（日语：町丁）。
- 市町村有進行自治事務、制定條例、規則等自治立法權等。

## 主要組織
市町村的機關，包括作為表決機關的市町村議會，作為執行機關的市町村長，及各種行政委員會。町村也可以不設置議會，以全體町村民的大會替代。首長（市長、町長和村長）以及議會議員，皆由居民選舉產生。
- 首長（市町村長） 
  - 首長的輔助機関 
    - 助役－首長部局
    - 収入役－會計課

  - 地方公營企業 
    - 水道事業、下水道事業、醫院事業

  - 行政委員會
    - 教育委員會－事務局－幼稚園、小學校･中學校、（高等學校、特殊學校）、圖書館、公民館等
    - 選舉管理委員會－事務局
    - 監察委員－事務局
    - 人事委員會及公平委員會－事務局
    - 農業委員會－事務局
    - 固定資產評價審查委員會－事務局
- 議會－事務局

## 外部連結
- 行政區劃變遷一覽表 （页面存档备份，存于）